# Clifden
Clifden (Iers: An Clochán) is een dorp in het Ierse graafschap Galway. Het ligt in het uiterste westen, aan de Atlantische Oceaan, waar de Owenglin River in de Baai van Clifden stroomt.
Clifden geldt als 'hoofdstad' van Connemara. De enige doorgaande weg voor autoverkeer door Connemara is de N59, die loopt van Galway naar Clifden en vandaar naar het graafschap Mayo. In 1812 is het havenstadje gesticht door de miljonair John D`Arcy.
In het plaatsje wordt elk jaar de "Connemara Pony"-show gehouden. Op deze show zijn alleen maar Connemara Pony's. Er zijn vele mensen uit het binnen- en buitenland die deze show bezoeken.

## Geboren
- John O'Riley (1805 - 1850), militair

## In de literatuur
- In de roman Elementaire deeltjes (1998) van Michel Houellebecq woont een van de twee hoofdpersonen, de moleculair bioloog Michel Djerzinski, de laatste tien jaar van zijn leven in een tot appartementen verbouwd kustwachtershuis bij Clifden. Hij werkt als onderzoeker aan het Centre for Genetic Research in Galway. Zijn wetenschappelijk pionierswerk op het gebied van gentechnologie leidt in 2029, twintig jaar na zijn mysterieuze verdwijning bij Aughrus Point, tot de creatie van een nieuwe, verbeterde mensensoort.[2]

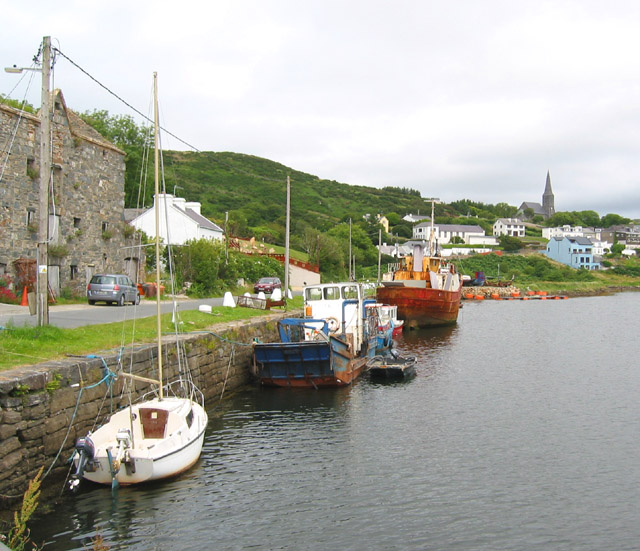
Kustwachtershuis aan de haven van Clifden (2006)
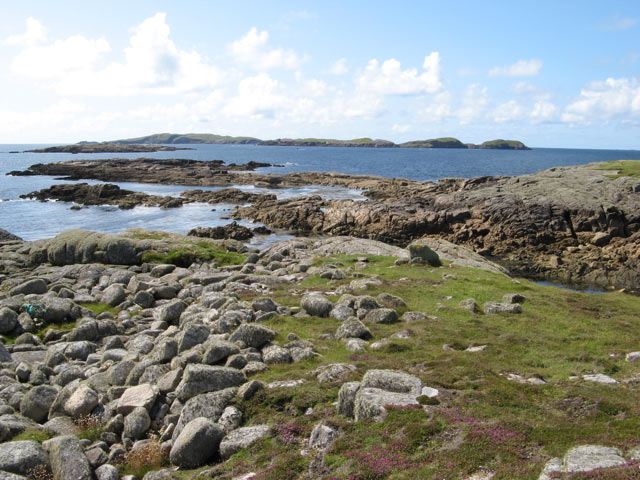
Aughrus Point bij Clifden, de op één na westelijkste punt van Ierland (2009)